# Amerykańskie okręty podwodne typu Porpoise
Okręty podwodne typu Porpoise – typ amerykańskich okrętów podwodnych lat 30. i drugiej wojny światowej. Pierwszy typ fleet boats – okrętów przeznaczonych do współdziałania z dużymi zespołami nawodnymi floty, które stanowiły trzon amerykańskiej floty podwodnej podczas II wojny światowej. Jednostki Porpoise były drugim typem wprowadzającym do użytku generatory elektryczne Diesla, napęd diesel-elektryczny oraz klimatyzację powietrza wewnątrz nieznacznie powiększonego kadłuba jednostek typu Cachalot. W połowie 1943 roku otrzymały dodatkowe uzbrojenie przeciwlotnicze oraz zmniejszono ich kiosk.
W trakcie drugiej wojny światowej, podczas działań podwodnych związanych z wojną na Pacyfiku, marynarka amerykańska utraciła cztery jednostki tego typu: USS "Shark" (SS-174), "Perch" (SS-176), "Pickerel" (SS-177) oraz "Pompano" (SS-181).